# Языковая идеология

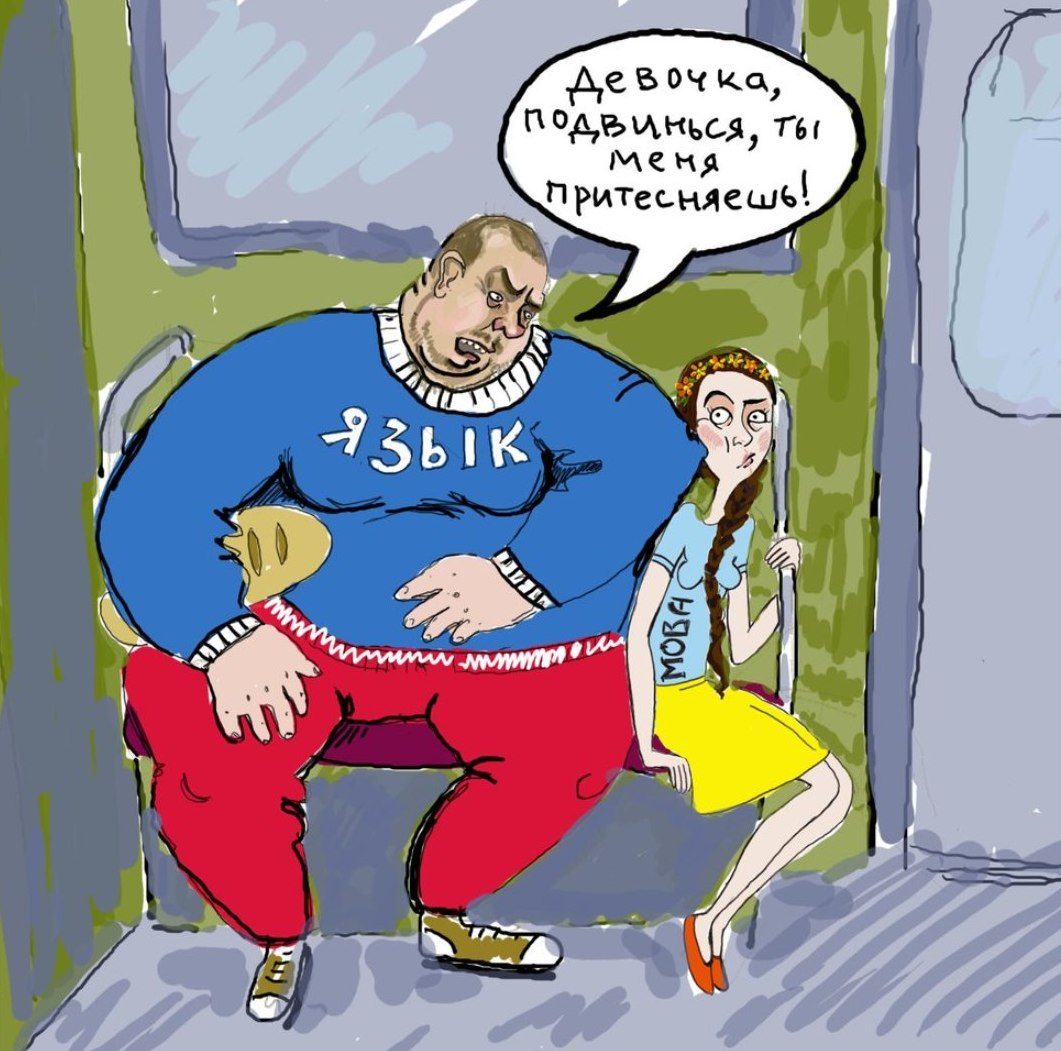
Карикатуры на тему языковой ситуации — проявление и способ продвижения той или иной языковой идеологии

Языкова́я идеоло́гия — один из объектов изучения социолингвистики и лингвистической антропологии. В самом широком понимании этим термином обозначается любой набор представлений о языке, его роли в обществе, характеристиках и внутреннем устройстве — такое определение Майкл Сильверстайн даёт в своей статье 1979 года. В более поздних работах значение этого понятия иногда сужается, идеологиями называют уже не любые представления о языке, а только характерные для целых сообществ, в какой-то степени координирующие и организующие их поведение.

## Отношение к языку
Помимо термина language ideologies (языковые идеологии) в социолингвистической литературе встречается понятие language attitudes. В русском языке этот термин принято передавать как «отношение к языку». Некоторые авторы используют эти термины как синонимы, но в работах последних лет они зачастую разделяются, и если языковые идеологии подразумевают широкое распространение внутри сообщества и имеют коннотации власти, то отношение к языку описывается как индивидуальный уровень, на котором большую роль играют чувства и эмоции. Это разделение даёт возможность изучать отношение конкретных людей к тому или иному языку качественными методами и делать выводы о бытующих в их сообществе идеологиях на основании сопоставления собранных данных. По мнению некоторых исследователей, за любым вариантом отношения к языку всегда стоит та или иная идеология, и если элементы чьего-то отношения к языку не соответствуют типичным для его сообщества идеологиям, это может объясняется только существованием альтернативного набора идеологий, актуального для меньшего количества людей.